# لوکاس لیس
لوکاس لیس (انگلیسی: Lucas Liss؛ زادهٔ ۱۲ ژانویهٔ ۱۹۹۲) ورزشکار دوچرخه‌سواری پیست اهل آلمان است.
از باشگاه‌هایی که در آن بازی کرده‌است می‌توان به تیم دوچرخه‌سواری اشتاتینگ سرویس گروپ اشاره کرد.
وی در مسابقات کشوری و بین‌المللی در مجموع برندهٔ ۲ مدال طلا، ۲ مدال نقره شده‌است.